# Дудка Олександр Іванович
Олександр Іванович Дудка (* 17 серпня 1962 р., с. Зелений Гай Гуляйпільського району Запорізької області;) — народний депутат України, член Партії регіонів.

## Освіта
1991 р. — Запорізький машинобудівний інститут ім. Чубаря, спеціальність — інженер промислового транспорту.

## Трудова діяльність
1982—1984 рр. — служба в армії.
1984—1986 рр. — слюсар зварювального цеху № 1 Первомайського заводу в м. Бердянськ.
1986—1991 рр. — інженер-технолог ремонтно-механічного заводу в м. Гуляйполе.
1991—1992 рр. — заступник директора з будівництва ремонтно-механічного заводу.
1992—1993 рр. — заступник голови Гуляйпільської районної споживчої спілки.
1994—1996 рр. — директор ТОВ «Гуляйполе продпромсервіс».
1996—2000 рр. — директор ТОВ «Еталон».
2000 р. — генеральний директор, голова ТОВ «Еталон».
2006—2011 рр. — глава Гуляйпільської районної державної адміністрації.
З 2011 р. — заступник голови Запорізької облдержадміністрації.
Депутат Запорізької облради (2002—2010).
На виборах 2006 року — кандидат у народні депутати, № 69 у списку Опозиційного блоку «Не так!». Член СДПУ (о).
На парламентських виборах 2012 р. був обраний народним депутатом України від Партії регіонів по одномандатному мажоритарному виборчому округу № 82. За результатами голосування переміг, набравши 39,87 % голосів виборців. Голова підкомітету з питань місцевих бюджетів та комунальної власності Комітету Верховної Ради з питань державного будівництва та місцевого самоврядування.

## Нагороди
Почесна грамота Кабінету Міністрів України (2003). Золота медаль Міжнародної кадрової академії. Орден Данила Галицького (2010).